# Niederennepe
Niederennepe ist eine Hofschaft in Halver im Märkischen Kreis im Regierungsbezirk Arnsberg in Nordrhein-Westfalen (Deutschland).

## Lage und Beschreibung
Niederennepe liegt westlich des Halveraner Hauptortes an der Bundesstraße 229 in Tal der Ennepe. Nachbarorte sind Löhrmühle, Eichhofermühle, Schüreichhofen, Walde, Büchen, Büchermühle, Nonnenennepe und Schmalenbach.

## Geschichte
Niederennepe wurde erstmals 1410 urkundlich erwähnt, die Entstehungszeit der Siedlung wird aber für den Zeitraum zwischen 700 und 800 während der sächsisch-fränkischen Grenzauseinandersetzungen vermutet.
1818 lebten 32 Einwohner im Ort. 1838 gehörte Niederennepe der Eickhöfer Bauerschaft innerhalb der Bürgermeisterei Halver an. Der laut der Ortschafts- und Entfernungs-Tabelle des Regierungs-Bezirks Arnsberg als Hof kategorisierte Ort besaß zu dieser Zeit fünf Wohnhäuser und eine Fabrik bzw. Mühle. Zu dieser Zeit lebten 36 Einwohner im Ort, davon vier katholischen und 32 evangelischen Glaubens.
Das Gemeindelexikon für die Provinz Westfalen von 1887 gibt eine Zahl von 61 Einwohnern an, die in acht Wohnhäusern lebten.